# Никсон (Пенсилванија)
Никсон (енгл. Nixon) насељено је место без административног статуса у америчкој савезној држави Пенсилванија.

## Демографија
По попису из 2010. године број становника је 1.373, што је 31 (-2,2%) становника мање него 2000. године.
| Група             | 2000.         | 2010.         |
| Белци             | 1.369 (97,5%) | 1.341 (97,7%) |
| Афроамериканци    | 4 (0,3%)      | 2 (0,1%)      |
| Азијати           | 19 (1,4%)     | 17 (1,2%)     |
| Хиспаноамериканци | 11 (0,8%)     | 7 (0,5%)      |
| Укупно            | 1.404         | 1.373         |